# Fort Sumter National Monument
Il Fort Sumter National Monument è un monumento nazionale situato nella contea di Charleston, a Charleston Harbor. Protegge principalmente Fort Sumter, Fort Moultrie, Charleston Light e Liberty Square. Il Fort Sumter Visitor Education Center si trova in 340 Concord Street, Liberty Square, Charleston (Carolina del Sud), sulle rive del Cooper (fiume). 
Ospita mostre museali inerenti ai disaccordi tra il Nord e il Sud che hanno portato al bombardamento e alla battaglia di Fort Sumter, in particolare sulla Carolina del Sud nella guerra di secessione americana e su Charleston nella guerra di secessione americana. 
Le esposizioni includono la storia della schiavitù e la cultura delle piantagioni, le figure principali, la politica e il modo in cui il Confederate States Army è stato formato. Questo sito è anche il punto di partenza principale per le imbarcazioni da crociera che si dirigono verso Fort Sumter, che è accessibile solo in barca partendo dalla banchina portuale. I ranger del parco e i volontari offrono programmi di attualità per tutta la settimana per ogni imbarcazione.
Il museo di Fort Sumter si concentra sulle attività della fortezza, compresa la sua costruzione e il ruolo avuto durante la guerra di secessione americana.
Il Fort Moultrie Visitor Center si trova a 1214 Middle Street, Isola di Sullivan di fronte al forte stesso. È disponibile un opuscolo autoguidato e mostre interpretative. Le visite guidate sono offerte ogni giorno alle 11:00 e alle 14:30, in base alla disponibilità del personale. Il centro offre un film di orientamento e manufatti sulle difese costiere americane dal 1809 al 1947 e la storia dei primi due forti. C'è un banco informazioni gestito da NPS Rangers, un negozio di libri e souvenir e i bagni.
Charleston Light non è aperta al pubblico ma può essere vista dai terreni circostanti, che consentono anche l'accesso alla spiaggia.